# Сельские танцы
«Сельские танцы» (англ. The Barn Dance) — четвёртый мультфильм режиссёра и продюсера Уолта Диснея с участием Микки Мауса. Премьера оригинальной чёрно-белой версии мультфильма состоялась 14 марта 1929 года. В 1995 году была выпущена цветная версия.

## Сюжет
Микки едет в конной повозке к Минни, чтобы пригласить её на танцы, но кот Пит также хочет пригласить Минни на танцы. Между ними начинается противостояние за внимание Минни. Сначала Минни соглашается идти с Питом, чтобы покататься на автомобиле, но после того как машина Пита врезается в дерево, она решает пойти с Микки. По дороге Микки и Минни целуются, но им мешает конь, который хлещет своим хвостом Микки. Тот пытается прекратить это безобразие, но всё тщетно.
В амбаре животные танцуют под звуки оркестра, с ними Микки и Минни. Но Микки оказывается не очень хорошим танцором и оттаптывает Минни ногу. Когда первый танец заканчивается, козёл Гидеон со свиньёй и таксой играют «Turkey of Straw», и Микки приглашает Минни на следующий танец, но она отказывается и идёт танцевать с Питом. Микки, стоя в углу, решает станцевать с Минни с помощью… воздушных шариков. Он вновь приглашает её на танцы и танцует медленно и изящно, так как с помощью шара стал легче. Минни рада искусству своего кавалера. В это время Пит замечает шар в штанах у Микки и стреляет по шару иглой, шар лопается, и Микки падает на Минни. Та обижается и снова идёт танцевать с Питом. В финале Микки огорчается и плачет.

## Съёмочная группа
- Уолт Дисней — режиссёр, продюсер, автор сценария, художник-постановщик, озвучка (Микки Маус, попугай, кот Пит, как актёр в титрах не указан).
- Марселлит Гарнер[англ.] — озвучка (Минни Маус, в титрах не указана).
- Композитор — Карл Сталлинг[англ.]
- Аниматоры — Аб Айверкс, Лес Кларк